# Los Cadetes de Linares
Los Cadetes de Linares fueron un dúo mexicano de música norteña, integrado por el cantante y bajo sextista Homero Guerrero y el cantante y acordeonista Lupe Tijerina en 1974. Algunas de sus composiciones e interpretaciones son consideradas clásicas dentro de su género musical y les allegaron éxito y reconocimientos, al grado de ser considerados un conjunto emblemático del género norteño en particular y del género regional mexicano en general. Este éxito y fama fueron alcanzados entre finales de los años 1970 e inicios de los 1980, cuando su trayectoria finalizó, debido a la muerte de su fundador, Homero Guerrero. 
El nombre: «Los Cadetes de Linares», ha sido muchas veces utilizado e incluso plagiado por un notable número de grupos musicales de corte o estilo norteño, provocando por un lado una serie de conflictos, equívocos y confusiones, y por otro, una muestra o evidencia de la gran popularidad del dueto original.

## Historia
Este dúo tiene sus antecedentes en la labor de Homero Guerrero por conformar una agrupación musical norteña. Guerrero inició su carrera musical en los años 1950 en Monterrey, Nuevo León, pero conformó su primer grupo hasta 1960, junto con un acordeonista llamado Adán Moreno. En 1967, se disuelve la asociación musical con Moreno, y Guerrero viaja a los Estados Unidos. Hacia 1968, en McAllen, Texas, graba su primer disco bajo el sello discográfico "Discos Del Valle", en ese momento conformaba un dúo con su segundo acordeonista, Samuel Zapata, y se hacían llamar "Los Cadetes de Samuel y Homero", nombre ideado por Homero Guerrero, ya que en su juventud siempre tuvo la aspiración de estudiar la academia militar. Algún tiempo después, Samuel Zapata deja a Guerrero, incorporándose con este, Candelario Villarreal, con quien trabaja a inicios de los años 1970. En ese mismo periodo, conocen al propietario de discos Ramex, Emilio Garza, sin embargo, Homero Guerrero decide cambiar, en esta ocasión, de acordeonista, eligiendo hacer dúo con Lupe Tijerina y es entonces cuando se bautizan con el nombre de "Los Cadetes de Linares", ya que ambos habían nacido en el municipio de Linares, Nuevo León.
El primer disco de Los Cadetes de Linares, se graba bajo el sello discográfico Ramex en 1971 y marca el verdadero inicio de este dúo y su primer éxito, en el que se incluía la canción "Los dos amigos", compuesta por Tijerina, la cual llegaría a ser una de sus canciones más populares y emblemáticas. A finales de los años setenta el dúo había logrado éxito, reconocimiento y fama, recibiendo varios discos de oro, participando en importantes programas de televisión como Siempre en domingo y participando en algunas películas mexicanas como "Los dos amigos" de 1980, dirigida por Rubén Galindo y protagonizada por Valentín Trujillo, Regino Herrera y Martina Mena.
La trayectoria del dúo original, emblemático y con honda influencia dentro del género norteño, termina con la muerte de Homero Guerrero en 1982, debida a un accidente automovilístico, cuando se encontraban en la cúspide de su carrera. En ese momento, Lupe Tijerina se planteó a sí mismo la posibilidad de retirarse de la música, pero es alentado por el clamor popular a continuar, reconformando una agrupación norteña bajo el mismo nombre. Lupe Tijerina continuó su trayectoria musical hasta su fallecimiento el 5 de julio de 2016.

## Composiciones e interpretaciones de temas famosos
Como ya se ha mencionado, su primer tema famoso lo fue "Los dos amigos" de Lupe Tijerina, sin embargo, ellos mismos compusieron otros temas exitosos, que son ahora considerados clásicos del repertorio de música norteña, como "El palomito" también de Tijerina, "Dos coronas a mi madre" de Homero Guerrero o "El caballo jovero" de ambos cantautores. Otros éxitos de autores diversos, pero cuyas interpretaciones más memorables incluyen las de Los Cadetes de Linares, son: "Pistoleros famosos" y "Las tres tumbas" del compositor Julián Garza; "Una lágrima y un recuerdo" de José Barette; "El Asesino" de Felipe Valdés Leal; o "El Chubasco" de Carlos Tierranegra Salazar, compositor y primera voz de otro afamado dueto norteño, llamado Carlos y José. También Los Cadetes, interpretaron temas ya populares y consagrados dentro de la música folclórica de México, como La Valentina, "Un viejo amor" de Alfonso Esparza Oteo o "La pajarera" de Manuel M. Ponce.

## Homero Guerrero
El 19 de febrero de 1982, lamentablemente, falleció Homero Guerrero debido a un accidente automovilístico a escasos kilómetros antes de llegar al lugar conocido como "El empalme", sobre la carretera Monterrey-Reynosa en el municipio de Los Ramones, Nuevo León. La agrupación norteña tuvo un golpe fuerte debido al gran éxito que estaban teniendo en ese momento Los Cadetes de Linares, tanto que Lupe Tijerina tenía pensado en retirarse de la onda de la música por la pérdida de su compañero, amigo y hermano Homero Guerrero.

## Lupe Tijerina
En 2016, lamentablemente, falleció Lupe Tijerina, la segunda voz y acordeonista de Los Cadetes de Linares con 69 años de edad, esto sucedió durante un concierto en Ciudad Fernández, San Luis Potosí, cuando el cantante estaba presentando malestares en el pecho por lo que decidieron trasladarlo al hospital en ambulancia, pero al llegar al hospital falleció por culpa de un infarto. Esto fue confirmado por un integrante de Los Tucanes de Tijuana, que estuvo acompañando a Lupe Tijerina, y gracias a este evento, su primo Lupe Tijerina Martínez que era integrante de Los Nuevos Cadetes de Linares, continuo con el mismo estilo que los originales, recordando las épocas en las que tenía su apogeo durante los 80 y 70.

## Discografía
- Los Dos Amigos (1971)
- Las Tres Tumbas (1972)
- Pueblito (1973)
- Una Lágrima Y Un Recuerdo (1974)
- Dos Coronas A Mi Madre (1975)
- El Rogón (1976)
- El Hijo Del Palenque (1977)
- Tu Nombre (1978)
- Pescadores De Ensenada (1979)
- Inspiración Norteña (1980)
- Pistoleros Famosos (1981)
- El Chubasco (1982)
- Cazador De Asesinos (1983)
- Un Viejo Amor (1984)
- Monterrey Como Has Crecido (1985)
- 15 Boleros De Oro (1986)